# Вучье
Вучье (серб. Вучје) — город в Сербии в общине Лесковац в Ябланичском округе. Согласно переписи 2011 года, население составляло 2, 865 человек.

## География
Город расположен примерно в 17 км к юго-западу от города Лесковац и является географическим центром области Пореч. Через город протекает река Вучянка, в честь которой было названо это место. На реке Вучянка, в нескольких километрах над городом, с 1903 года находится гидроэлектростанция, которая все еще работает.